# Scacco alla regina (film 1938)
Scacco alla regina (Le Joueur d'échecs) è un film del 1938 diretto da Jean Dréville.

## Produzione
Il film fu prodotto dalla Société des Films Vega.

## Distribuzione
Distribuito dalla Compagnie Française de Distribution Cinématographique (CFDC) il film uscì nelle sale francesi il 25 novembre 1938. Negli USA fu distribuito dalla Columbia Pictures il 3 dicembre 1939, in una versione di 70 minuti (20 minuti in meno della versione francese).

### Date di uscita
- Francia	1938
- Francia	25 novembre 1938
- Paesi Bassi	20 gennaio 1939	 (Den Haag)
- Finlandia	12 marzo 1939
- USA	3 dicembre 1939

Alias
- Le Joueur d'échecs	Francia (titolo originale)
- Chess Player	UK
- De schaakspeler	Paesi Bassi (titolo informale letterale)
- Katariina II:n käskystä	Finlandia
- O daimon tis vilnas 	Grecia (transliterated ISO-LATIN-1 title)
- Scacco alla regina    	Italia
- The Chess Player	Internazionale (titolo letterale) (titolo Inglese)
- The Devil Is an Empress 	Internazionale (titolo Inglese)